# Bocula megastigmata
Bocula megastigmata är en fjärilsart som beskrevs av George Francis Hampson 1894. Bocula megastigmata ingår i släktet Bocula och familjen nattflyn. Inga underarter finns listade i Catalogue of Life.